# Vahid Asghari

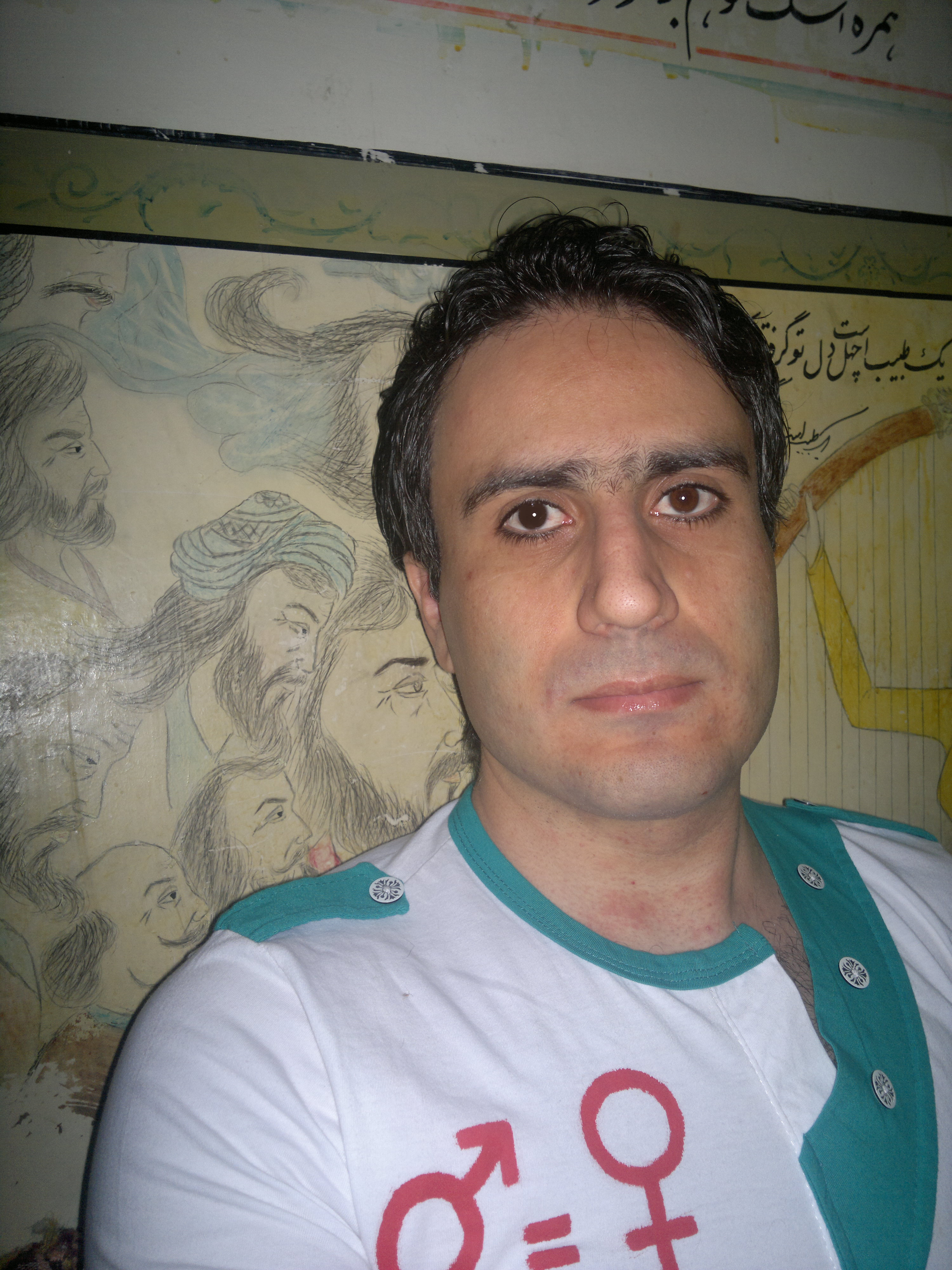
Vahid Asghari, 2009

Vahid Asghari (* 3. April 1986, persisch وحید اصغری) ist ein iranischer Menschenrechtsaktivist, Aktivist für Meinungsfreiheit, politischer Gefangener und Feminist, der zwischen 2011 und 2012 vonseiten der iranischen Regierung zweimal zum Tode verurteilt wurde. Die Strafe wurde in eine lange Haftstrafe umgewandelt.

## Festnahme
Kurz vor einem Flug nach Indien, wo er ein Studium absolvierte, wurde Asghari am 8. Mai 2008 am Flughafen Teheran-Imam Chomeini von Mitgliedern der Revolutionsgarden verhaftet und befindet sich seitdem in Haft.
Ein Revolutionsgericht unter dem Vorsitz von Abdolqassem Salavati, verurteilte ihn schließlich zum Tode. Asghari wurde wegen folgender politischer Vergehen schuldig gesprochen: "Propaganda gegen die iranische Regierung", Unterhaltung der auf Menschenrechtsfälle fokussierten "Shabtaz-Nachrichtenagentur, Gründung einer regimekritischen Nachrichtenseite, Unterstützung antireligiöser und säkularer Webseiten, finanzielle und technische Unterstützung regimekritischer Webseiten, Schaffung eines nationalen Plans gegen staatliche Zensur, Kommunikation und technische Unterstützung des persischen BBC-Senders, Administration von mehr als 200 Oppositions-Webseiten, die Gründung der internationalen Kampagne für die Entwicklung von Gleichstellung der Geschlechter und Online-Training für die Grüne Revolution.
Am 7. Dezember 2014 wurde die Todesstrafe von einem anderen Revolutionsgericht zu 18 Jahren Haft umgewandelt.

## Haftbedingungen und Foltervorwürfe
Asghari wirft den iranischen Behörden vor, ihn geschlagen zu haben und ihm gerichtlichen Beistand in der Form eines Pflichtverteidigers zu verwehren.
Ahmed Shaheed, der UN-Menschenrechtsbeauftragte für den Iran, bestätigte Angaben Asgharis, dass er gefoltert worden und in langanhaltender Einzelhaft gefangengehalten worden sei. Zudem sei ihm wiederholt angedroht worden, dass seine Familie verhaftet, gefoltert oder vergewaltigt werden könnte, um ihn zu einem Geständnis zu zwingen. Auch schwere körperliche Angriffe als Form der Folter für diesen Zweck sei geschehen. Asghari sitzt im Evin-Gefängnis in Haft, das als berüchtigtes Gefängnis für politische Gefangene gilt.

## Verfahren wegen übler Nachrede
Asghari verklagte im Jahre 2011 die FARS Nachrichtenagentur sowie den staatlichen Sender IRIB wegen übler Nachrede, die ihm vorgeworfen hatten, millionenschwere Bestechungsgelder aus dem Ausland angenommen zu haben, darunter von Google, DreamHost und der Citibank.
Der Oberste Gerichtshof des Iran gab während seines Urteils über Asghari der Klage zumindest in diesem Punkt Recht und urteilte, dass diese Vorwürfe haltlos seien.